# Béla Lukács (Politiker, 1892)

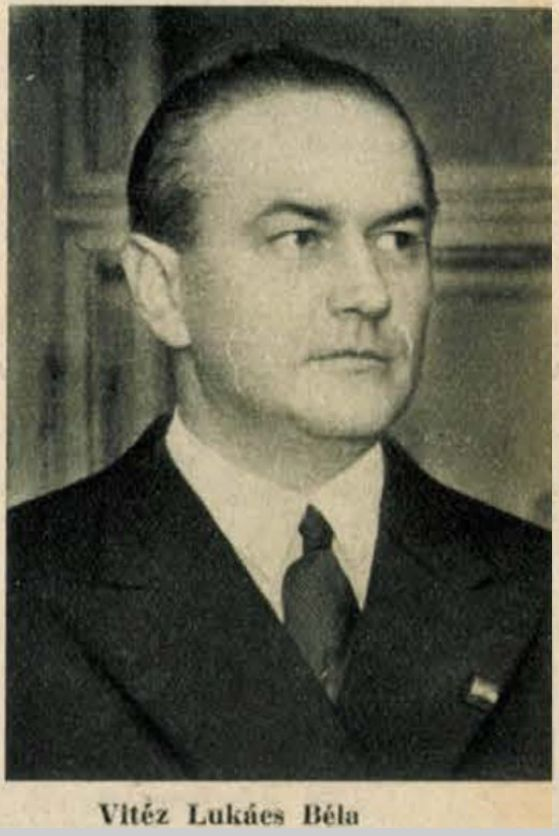
Béla Lukács (1940)

Vitéz Béla Lukács von Kövecses (* 8. Januar 1892 in Rimaszombat, Komitat Gömör és Kishont; † 21. März 1958 in Budapest) war ein ungarischer Politiker, Obergespan und Minister.

## Leben
Lukács studierte Jura in Eperjes und Budapest und kämpfte im Ersten Weltkrieg als Artillerie-Offizier an der Ostfront. 1918 trat er aus der Armee aus und in den öffentlichen Dienst des Komitats Gömör és Kishont ein. Nach Besetzung des Gebiets durch die Tschechoslowakei ging er nach Ungarn und schloss sich der gegenrevolutionären Nationalen Armee an. Beim Einzug Miklós Horthys in Budapest im November 1919 war er Offizier der Leibgarde und wurde 1938 für seine Verdienste zum Vitéz geschlagen. Von 1931 bis 1935 und von 1939 bis 1944 war er als Mitglied der Christlichen Kleinlandwirte, Landarbeiter- und Bürger-Partei (ung. Keresztény Kisgazda Földműves és Polgári Párt) und später der Partei der Nationalen Einheit (ung. Nemzeti Egység Pártja) Parlamentsabgeordneter für den Wahlkreis Ónod im Komitat Borsod. Von 1935 bis 1938 war Lukács Obergespan von Miskolc. Anschließend wurde er vom Reichsverweser zum Staatssekretär im Agrarministerium ernannt und war von 17. April 1942 bis 22. März 1944 Minister ohne Geschäftsbereich für Kriegsfürsorge im Kabinett von Miklós Kállay.